# 魚病学
魚病学とは、魚介類の感染症などを研究する学問である。
日本においては昭和48年以降、獣医師の学ぶ内容として義務化されており、獣医師国家試験の出題科目となっている。
自然環境に生息する魚やカニ・エビ・貝の他、養殖魚介類、観賞魚などに蔓延する感染症や寄生虫などを研究する学問である。

## 歴史
紀元前のエジプト、中国に魚の病気についての記述を見ることができる。19世紀末にヨーロッパで微生物の研究からマス類やウナギの細菌病についての研究を中心に行われ、1950年代からウイルス病の研究が始まった。

### 日本
古い物では、1902年に生物学者・農商務省員の松原新之助が著した「魚病の研究」がある。
1950年代に細菌病の研究が、1970年代にウイルス病の研究が行われるようになった。

## 魚病について
分類としては、原因となる生物のサイズから、ウイルス（10‐300 nm）、細菌（0.5‐5 µm）、真菌（5 µm‐）、寄生虫に分類される。
ブリには、ブリ連鎖球菌症、ブリウイルス性腹水症、類結節症、ビブリオ病、ノカルジア症などが見られる。
ウナギには、ウナギ口部乳頭腫症、鰭赤病(アエロモナス菌感染症、運動性エロモナス症)、パラコロ病(エドワージエラ菌感染症)、カラムナリス病(フレキシバクター菌感染症)、赤点病などが見られる。
コイ類には、コイウイルス属のコイヘルペスウイルス感染症、コイ春ウイルス病などがある。
また、ヒラメラブドウイルス病はヒラメ、クロダイ、メバルなど。ノカルジア症は、ブリ、カンパチ、ヒラメ、ハマチなど、種を超えて感染するものがある。